# Karel Struijs
Karel Struijs (Amsterdam, 11 settembre 1892 – Naarden, 30 marzo 1974) è stato un pallanuotista olandese.
Ha partecipato ai Giochi di Anversa 1920 ed a quelli di Parigi 1924.